# Campeonato Europeo de Karate de 2021
El LVI Campeonato Europeo de Karate se celebró en Porec (Croacia) entre el 19 y el 23 de mayo de 2021 bajo la organización de la Federación Europea de Karate (EKF) y la Federación Croata de Karate.
Inicialmente, el campeonato iba a realizarse en Gotemburgo (Suecia), pero debido a problemas derivados de la pandemia de COVID-19 la federación sueca tuvo que declinar la organización.
Las competiciones se realizaron en el Centro Deportivo Žatika de la ciudad croata.

## Medallistas

### Masculino
| Evento                     | Oro | Plata | Bronce |
| -------------------------- | --- | --- | --- |
| Kumite –60 kg (22.05)      | Eray Şamdan Turquía | Kalvis Kalniņš Letonia                                                                                           | Yurik Ogannisian · Rusia · Jristos-Stéfanos Xenos · Grecia |
| Kumite –67 kg (22.05)      | Dionysios Xenos · Grecia                                                                                                | Yevgueni Plajutin · Rusia                                                                                        | Stefan Pokorny · Austria · Steven Da Costa · Francia |
| Kumite –75 kg (22.05)      | Stanislav Horuna · Ucrania                                                                                              | Rafael Ağayev Azerbaiyán                                                                                         | Noah Bitsch · Alemania · Enes Garibović · Croacia |
| Kumite –84 kg (22.05)      | Uğur Aktaş Turquía | Pənah Abdullayev Azerbaiyán                                                                                      | Michele Martina · Italia · Adi Gyurík · Eslovaquia |
| Kumite +84 kg (22.05)      | Jonathan Horne · Alemania                                                                                               | Slobodan Bitević Serbia                                                                                          | Herolind Nishevci · Kosovo · Yeoryos Tzanos · Grecia |
| Kumite por equipos (23.05) | Croacia · Enes Garibović · Anđelo Kvesić · Ivan Kvesić · Ivan Martinac · Ante Mrvičić · Karlo Raguž · Zvonimir Živković | Montenegro · Nenad Dulović · Andrija Fatić · Mario Hodžić · Nikola Malović · Balša Miličković · Predrag Smolović | Ucrania · Valeri Chobotar · Stanislav Horuna · Ihor Lahunov · Ryzvan Talibov · Andri Toroshanko · Kostiantyn Tsymbal · Andri Zaplitny Azerbaiyán · Pənah Abdullayev · Tural Ağalarzadə · Rafael Ağayev · Asiman Qurbanlı · Rafiz Həsənov · Turqut Həsənov · Ayxan Mamayev |
| Kata individual (22.05)    | Ali Sofuoğlu Turquía | Damián Quintero Capdevila · España                                                                               | Yuki Ujihara · Suiza · Mattia Busato · Italia |
| Kata por equipos (23.05)   | Turquía Emre Göktaş Enes Özdemir Ali Sofuoğlu                                                                           | España · Sergio Galán López · Alejandro Manzana Díaz · Raúl Martín Romero                                        | Italia · Gianluca Gallo · Alessandro Iodice · Giuseppe Panagia Rusia · Maxim Xenofontov · Mehman Rzayev · Emil Skovorodnikov |

## Medallero
| Núm. | País            | Oro | Plata | Bronce | Total |
| ---- | --------------- | --- | ----- | ------ | ----- |
| 1    | Turquía         | 6   | 2     | 1      | 9     |
| 2    | Alemania        | 2   | 2     | 1      | 5     |
| 3    | España          | 1   | 3     | 0      | 4     |
| 4    | Azerbaiyán      | 1   | 2     | 1      | 4     |
| 5    | Grecia          | 1   | 1     | 3      | 5     |
| 6    | Rusia           | 1   | 1     | 2      | 4     |
| 6    | Ucrania         | 1   | 1     | 2      | 4     |
| 8    | Serbia          | 1   | 1     | 0      | 2     |
| 9    | Italia          | 1   | 0     | 5      | 6     |
| 10   | Croacia         | 1   | 0     | 2      | 3     |
| 11   | Montenegro      | 0   | 1     | 1      | 2     |
| 12   | Bulgaria        | 0   | 1     | 0      | 1     |
| 12   | Letonia         | 0   | 1     | 0      | 1     |
| 14   | Francia         | 0   | 0     | 4      | 4     |
| 15   | Eslovaquia      | 0   | 0     | 2      | 2     |
| 15   | Suiza           | 0   | 0     | 2      | 2     |
| 17   | Austria         | 0   | 0     | 1      | 1     |
| 17   | Bielorrusia     | 0   | 0     | 1      | 1     |
| 17   | Dinamarca       | 0   | 0     | 1      | 1     |
| 17   | Kosovo          | 0   | 0     | 1      | 1     |
| 17   | Portugal        | 0   | 0     | 1      | 1     |
| 17   | República Checa | 0   | 0     | 1      | 1     |
|      | TOTAL           | 16  | 16    | 32     | 64    |